# Eurytoma nikolskayae
Eurytoma nikolskayae is een vliesvleugelig insect uit de familie Eurytomidae. De wetenschappelijke naam is voor het eerst geldig gepubliceerd in 1989 door Zerova.